# Ruby Gillman - La ragazza con i tentacoli
Ruby Gillman - La ragazza con i tentacoli (Ruby Gillman, Teenage Kraken) è un film d'animazione del 2023 diretto da Kirk DeMicco e Faryn Pearl.

## Trama
La quindicenne Ruby Gillman vive con la sua famiglia nella località balneare di Oceanside, sua madre Agatha le impone molte regole, tra cui la principale è di non avvicinarsi mai all'oceano, di conseguenza le viene proibito di andare al ballo di fine anno del liceo perché avrà luogo su una nave. Ruby all'inizio pensa di non andare, ma i suoi amici Margot, Trevin e Bliss la convincono in modo che possa chiedere di uscire a Connor, un ragazzo per il quale ha una cotta. Tuttavia prima che possa chiederglielo avviene un incidente e Connor cade in acqua. Ruby si tuffa in mare e lo salva, ma Connor crede di essere stato salvato da Chelsea Van Der Zee, la nuova ragazza del liceo, famosa influencer.
Ruby, uscita dall'acqua nota delle ventose luminescenti sulle sue dita, spaventata si nasconde in biblioteca e qui si trasforma in una versione colossale di sé stessa, distruggendo la biblioteca perché troppo piccola per contenerla. La ragazza, in preda al panico, corre al faro e nel tragitto viene notata da Chelsea. Agatha vede Ruby e la insegue fino al faro, riuscendo a tranquillizzarla e facendola tornare alle sue dimensioni normali. Tornati a casa, anche il padre di Ruby, Arthur e suo fratello minore Sam, scoprono della trasformazione della ragazza. Agatha rivela a Ruby che lei appartiene alla razza dei Kraken giganti e che le femmine della loro famiglia assumono dimensioni gigantesche quando entrano in contatto con l'acqua salata. Ruby si arrabbia con sua madre per averle nascosto la verità, scappa di casa e si tuffa nell'oceano, dove con l'aiuto di suo zio Brill, incontra sua nonna, la Regina Guerriera dei sette mari. Quest'ultima le dice che la loro è una famiglia reale e che lei è l'erede al trono. Le dice inoltre che la sua razza ha combattuto contro altre creature marine, come i leviatani, ma soprattutto le sirene, le creature più pericolose dell'oceano e che esse in passato hanno sconfitto alcuni Kraken con un'arma ancestrale, il Tridente dell'Oceano, sua madre alla fine le ha intrappolate e nascosto il tridente, ma in seguito è fuggita in superficie per crescere Ruby al sicuro e per darle una vita normale. Quest'ultima rifiuta il trono, tuttavia è felice di sapere finalmente la verità, ma sulla via del ritorno viene catturata da Gordon Lighthouse, un anziano marinaio e guida turistica di Oceanside, intenzionato ad ucciderla. Chelsea, che si rivela essere una sirena, salva Ruby e la libera.
Il giorno seguente, quest'ultima cerca di tornare ad una vita normale, ma il suo filmato di lei in versione Kraken è diventato virale, pertanto abbandona la scuola con Chelsea, la quale le dice che sua madre, la malvagia regina Nerissa, è morta nel tentativo di riprendersi il tridente, pertanto chiede a Ruby di aiutarla a recuperarlo, per riunire in pace i Kraken e le sirene, quindi quest'ultima inizia ad allenarsi con sua nonna per imparare ad usare i suoi poteri, ma senza dirle il motivo.
La sera del ballo di fine anno Ruby racconta tutto a sua madre, tuttavia lei si arrabbia perché ha fatto amicizia con una sirena e le proibisce di vedere ancora sua nonna, ma Ruby scappa di nuovo e riesce a recuperare il Tridente per darlo a Chelsea. Tuttavia, dopo aver ricevuto il Tridente, Chelsea rivela di essere in realtà la regina Nerissa, di essere fuggita dalla sua prigione e di aver cercato un Kraken per manipolarlo in modo da ottenere il Tridente. Nerissa, con il potere del Tridente, cresce fino a raggiungere dimensioni pari a quelle di Ruby, le estrae i poteri, la ferisce e la intrappola sotto delle macerie, poi si dirige verso Oceanside con l'intenzione di cercare Agatha e vendicarsi.
Agatha e sua madre cercano di fermare Nerissa, nel frattempo Brill trova Ruby ferita e sconvolta, tuttavia Brill riesce a confortarla e dopo averle detto parole di incoraggiamento, Ruby si libera dalle macerie e va in superficie per fermare Nerissa. Quest'ultima ha la meglio su sua nonna e sua madre, ma Ruby interviene e inizia a combattere. Durante lo scontro Ruby salva i suoi amici e Connor, che si trovano sulla barca del ballo di fine anno. Nerissa è sul punto di vincere, tuttavia Ruby capisce che il Tridente può essere distrutto se lo si attacca con una potenza sufficiente. La ragazza, sua madre e sua nonna colpiscono insieme il Tridente con la loro vista laser, riuscendo infine a distruggerlo. Nerissa torna alle sue dimensioni precedenti e viene catturata da Gordon. Ruby si riconcilia con i suoi amici e chiede a Connor di andare insieme al ballo di fine anno, cosa che lui accetta.
Poco tempo dopo, tutti sono tornati alla loro vita normale, mentre Ruby è ora la protettrice dell'oceano.

## Distribuzione
Il film è stato presentato al Festival internazionale del film d'animazione di Annecy il 15 giugno 2023, e distribuito nei cinema statunitensi a partire dal 30 giugno 2023, mentre in Italia dal 5 luglio dello stesso anno.

### Edizione home media
Il film è uscito in Digital HD il 18 luglio 2023, 18 giorni dopo la sua uscita nelle sale. L'uscita in DVD e Blu-ray è prevista per il 26 settembre 2023.
Il film è uscito anche sulle piattaforme televisive a pagamento come Netflix, Peacock.

## Accoglienza

### Incassi
Il film è il peggior esordio al box office per una pellicola della Dreamworks.
Ha incassato 15 753 600 $ in Nord America e 29 768 436 $ nel resto del mondo, per un totale di 45 522 036 $, a fronte di un budget di 70 milioni, risultando un flop.

### Critica
Il film ha ricevuto recensioni miste da parte della critica. Su Rotten Tomatoes ha una valutazione del 66% sulla base di 97 recensioni. Il sito cita: «Ruby Gillman, Teenage Kraken è disseminato di troppi relitti e scarti da film d'animazione migliori per essere davvero originale, ma la sua dolcezza intrinseca e lo stile vivace lo rendono un intrattenimento per famiglie abbastanza simpatico.»